# Britt Lafforgue
Britt Lafforgue nació el 5 de noviembre de 1948 en Luchon (Francia), es una esquiadora retirada que ganó 2 Copas del Mundo en disciplina de Eslalon y 7 victorias en la Copa del Mundo de Esquí Alpino (con un total de 15 podiums).
Tiene una hermana gemela, Ingrid que también fue una esquiadora de gran nivel, que llegó a ser Campeona del Mundo y que obtuvo grandes resultados en la Copa del Mundo.

## Resultados

### Juegos Olímpicos de Invierno
- 1972 en Sapporo, Japón
  - Eslalon Gigante: 8.ª

### Copa del Mundo

#### Clasificación general Copa del Mundo
- 1967-1968: 18.ª
- 1968-1969: 25.ª
- 1969-1970: 9.ª
- 1970-1971: 6.ª
- 1971-1972: 3.ª
- 1972-1973: 28.ª

#### Clasificación por disciplinas (Top-10)
- 1969-1970:
  - Eslalon: 4.ª
  - Eslalon Gigante: 8.ª
- 1970-1971:
  - Eslalon: 1.ª
  - Eslalon Gigante: 6.ª
- 1971-1972:
  - Eslalon: 1.ª
  - Eslalon Gigante: 3.ª

#### Victorias en la Copa del Mundo (7)

##### Eslalon Gigante (2)
| Fecha                | Lugar    |
| -------------------- | -------- |
| 1 de febrero de 1970 | Abetone  |
| 18 de marzo de 1972  | Pra Loup |

##### Eslalon (5)
| Fecha                 | Lugar       |
| --------------------- | ----------- |
| 14 de enero de 1971   | Grindelwald |
| 4 de febrero de 1971  | Muerren     |
| 13 de enero de 1972   | Bad Gastein |
| 19 de enero de 1972   | Grindelwald |
| 18 de febrero de 1972 | Banff       |